# Kirjat Ekron
Kirjat Ekron (hebrejsky קִרְיַת עֶקְרוֹן nebo קריית עקרון, doslova „Město Ekron“, podle nedalekého telu, tehdy ztotožňovaného s biblickým městem Ekron zmiňovaného například v Knize Jozue 15,45, v oficiálním přepisu do angličtiny Qiryat Eqron, přepisováno též Kiryat Ekron) je místní rada (menší město) v Izraeli, v Centrálním distriktu.

## Geografie
Leží v nadmořské výšce 56 metrů, cca 25 kilometrů jihovýchodně od centra Tel Avivu a cca 4 kilometry jihovýchodně od města Rechovot, v Izraelské pobřežní planině.
Město je součástí hustě zalidněného sídelního pásu, který volně navazuje na metropolitní oblast Tel Avivu (Guš Dan). Okolí Kirjat Ekron je prostoupeno rozsáhlými okrsky nezastavěné krajiny s intenzivním zemědělstvím. Jižně od města leží velká letecká základna Tel Nof. Osídlení v tomto regionu je v naprosté většině židovské. Město je napojeno pomocí lokální silnice číslo 411 na severojižní dopravní tahy (dálnice číslo 6 a dálnice číslo 40.

## Dějiny

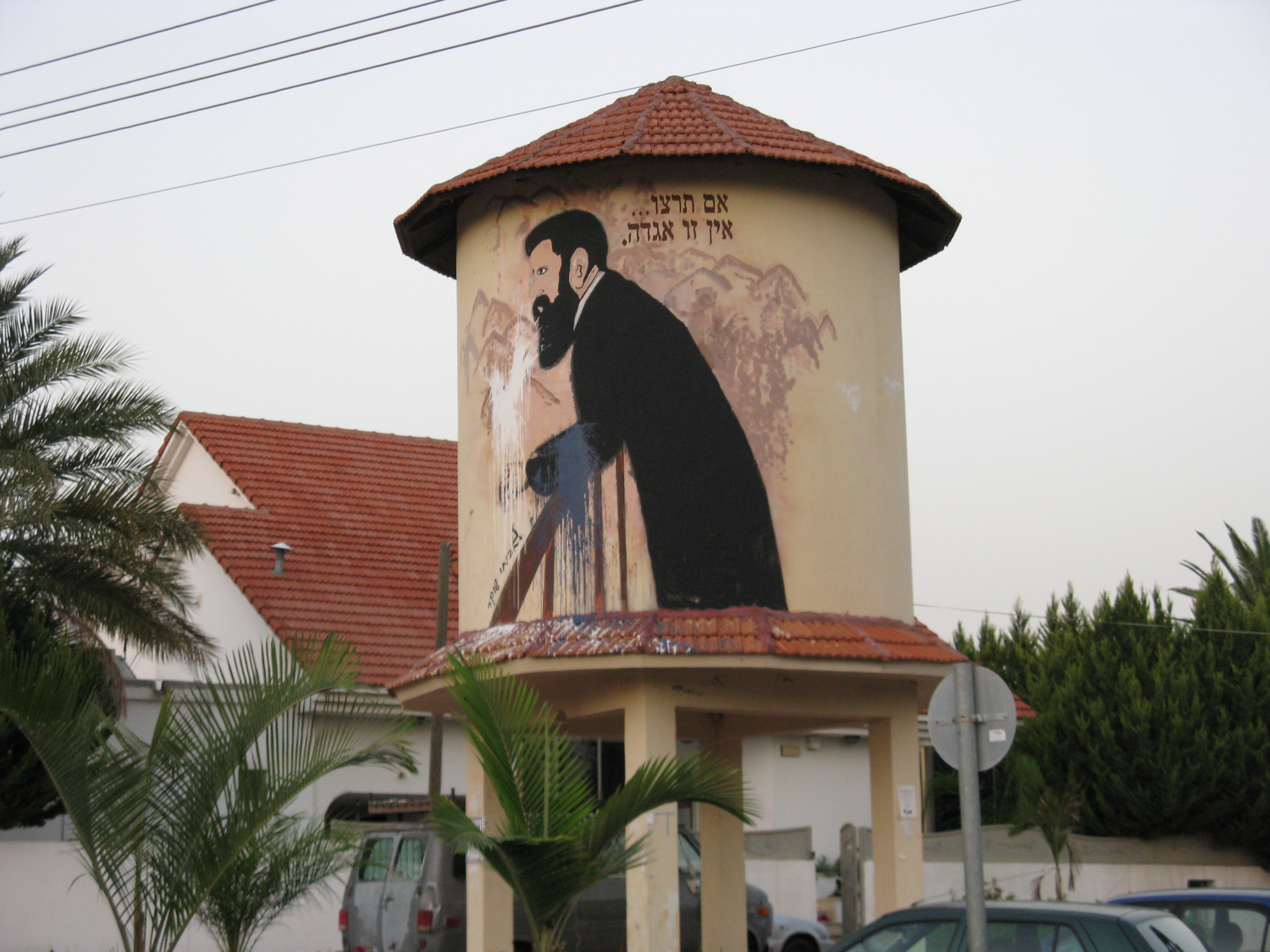
Portrét Theodora Herzla na věžovitém vodním zásobníku v Kirjat Ekron

Kirjat Ekron byl založen roku 1948 na místě arabského města Aqir (arabsky: عآقر), které uchovávalo starší tradici osídlení. V dobách starověkého Říma zde byla vesnice nazývaná Accaron a o pelištejském městě Ekron je zmiňuje již Bible. Ekron byl však později jednoznačně identifikován v Tel Mikne, východně od kibucu Revadim.
V roce 1948 měl Aqir přes 2800 obyvatel. Stály zde tehdy dvě mešity, dívčí a chlapecká základní škola. Během první arabsko-izraelské války 6. května 1948 byla ale tato obec ovládnuta židovskými ozbrojenými silami Hagana. Arabské obyvatelstvo Aqir opustilo a na místě vysídleného města pak vznikl Kirjat Ekron, přičemž původní arabská zástavba byla z převážné části zbořena.
Už v roce 1948 se do vyprázdněné obce přistěhovali noví židovští obyvatelé. Původně se obec nazývala Kfar Ekron (כפר עקרון), později v souvislosti s nárůstem populace přejmenována na Kirjat Ekron. Zpočátku šlo o provizorní přístěhovalecký tábor (Ma'abara) s velkým podílem obyvatel jemenitských Židů. Teprve postupně vedle něj vznikala i běžná trvalá zástavba, přičemž tábor byl obýván ještě v 70. letech 20. století.
Kirjat Ekron byl uznán jako samostatná obec až v roce 1961. V roce 1963 získal status místní rady. V 80. letech 20. století začala městu Kirjat Ekron pomáhat židovská komunita z města Toledo v USA, díky které v této ekonomicky slabé obci vznikly veřejné stavby jako zubní středisko a společenské centrum. Šlo o součást vládního izraelského projektu na pomoc problémovým lokalitám.
V roce 2003 se uvažovalo o připojení Kirjat Ekron k sousednímu velkému městu Rechovot, ale tento záměr místní obyvatelé odmítli. Nevyšlo ani plánované spojení Kirjat Ekron s menším městem Mazkeret Batja. V roce 1996 se správní hranice města rozšířily, když se do nich vrátila obchodní zóna Bilu (מרכז הקניות ביל"ו), po rozhodnutí izraelského ministerstva vnitra. Na severním okraji města se rozkládá areál Kaplanovy nemocnice.

## Demografie
Populace Kirjat Ekron je smíšená, tedy složená ze sekulárních i nábožensky orientovaných obyvatel. Funguje tu experimentální střední náboženská škola pro dívky Pelech Girls School (בית ספר פלך) založená roku 2000. Podle údajů z roku 2009 tvořili naprostou většinu obyvatel Židé – cca 9 800 osob (včetně statistické kategorie "ostatní", která zahrnuje nearabské obyvatele židovského původu ale bez formální příslušnosti k židovskému náboženství, cca 10 100 osob).
Jde o středně velké sídlo městského typu. V 70. a 80. letech 20. století zažívalo populační stagnaci a pokles, který byl v 90. letech vystřídán prudkým růstem obyvatelstva, které se během této dekády téměř zdvojnásobilo. Po roce 2000 se růst zastavil. K 31. prosinci 2014 zde žilo 10 700 lidí. Během 2. dekády 21. století plánuje město nárůst populace na 15 000.
| Rok            | 1931  | 1945  | 1948  | 1950 | 1955  | 1961  | 1972  | 1980  | 1983  | 1990  | 1993  | 1994  | 1995  | 1996  | 1997  | 1998  | 1999  | 2000  |
| -------------- | ----- | ----- | ----- | ---- | ----- | ----- | ----- | ----- | ----- | ----- | ----- | ----- | ----- | ----- | ----- | ----- | ----- | ----- |
| Počet obyvatel | 1 691 | 2 480 | 2 877 | 400  | 3 000 | 3 842 | 4 210 | 4 400 | 4 145 | 4 700 | 5 300 | 6 000 | 6 852 | 7 800 | 8 400 | 8 800 | 9 100 | 9 400 |

| Rok            | 2001  | 2002  | 2003  | 2004  | 2005  | 2006  | 2007   | 2008   | 2009   | 2010   | 2011   | 2012   | 2013   | 2014   |
| -------------- | ----- | ----- | ----- | ----- | ----- | ----- | ------ | ------ | ------ | ------ | ------ | ------ | ------ | ------ |
| Počet obyvatel | 9 500 | 9 600 | 9 600 | 9 700 | 9 800 | 9 900 | 10 100 | 10 199 | 10 123 | 10 200 | 10 300 | 10 500 | 10 700 | 10 700 |